# Valerio Bertotto
Valerio Bertotto (Torino, 15 gennaio 1973) è un allenatore di calcio ed ex calciatore italiano, di ruolo difensore.

## Carriera

### Giocatore

#### Club

##### Gli inizi, l'Udinese
Cresciuto nelle giovanili del Barcanova, società torinese, Bertotto ha iniziato la carriera professionistica nel 1990-1991 con l'Alessandria. Dopo tre stagioni si è trasferito all'Udinese, con cui ha esordito in Serie A il 5 settembre 1993 in Cagliari-Udinese (1-2). Il difensore torinese ha militato nel club friulano per tredici anni ed è tuttora al secondo posto tra i giocatori che hanno indossato per più volte la maglia bianconera, dopo Antonio Di Natale.
Alla fine della stagione 2005-2006 i dissensi con l'allenatore Giovanni Galeone, che aveva escluso Bertotto dalla formazione titolare, lo hanno convinto a lasciare Udine per trasferirsi al Siena, insieme al compagno di squadra Vincent Candela, che aveva dichiarato di volersi avvicinare alla propria famiglia (a Roma). Ha lasciato Udine con un bilancio di 7 reti in 404 presenze.

##### Ultimi anni
Nel 2006 arriva dunque al Siena, con cui milita per due anni, entrambi in Serie A. Qui segna due gol: il primo il 31 marzo 2007, che consente ai bianconeri di battere in trasferta la Reggina, e il secondo messo a segno il 24 febbraio 2008 nel pareggio per 2-2 contro l'Atalanta, all'età di 35 anni, l'ultimo della sua carriera.
Una volta scaduto il contratto con la società toscana, rimane svincolato fino al 31 gennaio 2009, quando firma con il Venezia, con cui disputa 13 partite. A fine stagione, a causa del fallimento dei lagunari, rimane di nuovo svincolato e stavolta si ritira definitivamente dal calcio giocato.

#### Nazionale
Tra il 2000 e il 2001 Bertotto ha vestito per 4 volte la maglia della nazionale. Un infortunio al ginocchio rimediato in campionato gli ha precluso la partecipazione alla Coppa del Mondo FIFA 2002.

### Allenatore
Il 5 luglio 2012 acquisisce a Coverciano il titolo di allenatore di Prima Categoria UEFA Pro e quindi il diritto di ricoprire il ruolo di tecnico in una squadra della massima serie. Il 9 agosto successivo diventa il nuovo selezionatore della Rappresentativa Nazionale di Lega Pro. Il 20 maggio 2015 lascia la panchina della Rappresentativa Nazionale.
Dal 12 aprile 2016 è allenatore della Pistoiese, in Lega Pro; con tre vittorie e una sconfitta riesce a condurre gli arancioni alla salvezza diretta.
Il 16 giugno 2016 viene nominato nuovo allenatore del Messina. Il 22 agosto viene però sollevato dall'incarico a seguito di contrasti sorti sulle scelte di calciomercato.
Il 1º marzo 2017 diventa il nuovo tecnico del Bassano, sostituendo l'esonerato Luca D'Angelo. Centra l'obbiettivo stagionale dei playoff ma, dopo che la squadra perde in malo modo il primo turno dei play-off, la dirigenza non lo conferma.
Il 21 luglio 2017 viene ingaggiato dalla Viterbese Castrense, da cui viene però esonerato in ottobre, nonostante il terzo posto in classifica, in quanto il presidente Piero Camilli non gradiva le prestazioni offerte dalla squadra.
Il 25 agosto 2020 firma con l'Ascoli, militante in Serie B, tornando così ad allenare un club dopo tre anni d'inattività. La sua prima esperienza su una panchina della serie cadetta si conclude il 29 novembre, quando viene esonerato dopo aver raccolto 5 punti in 8 partite di campionato, con la squadra in zona retrocessione.
Il 4 ottobre 2023 viene nominato nuovo tecnico del Giugliano, in Serie C. Termina il campionato all'ottavo posto: nei successivi play-off viene eliminato al primo turno dall'Audace Cerignola. La stagione seguente si piazza decimo nella stagione regolare venendo eliminato al primo turno dei play-off per mano del Catania. Il 26 giugno 2025, risolve di comune accordo il proprio contratto con il club campano.

### Dopo il ritiro
Da settembre 2009 collabora come commentatore sportivo per il canale televisivo locale del Friuli-Venezia Giulia, Free tv.
Nel 2011 entra a far parte della nazionale Italiana di beach soccer.

## Statistiche

### Presenze e reti nei club
| Stagione           | Squadra            | Campionato         | Campionato | Campionato | Coppe nazionali | Coppe nazionali | Coppe nazionali | Coppe europee | Coppe europee | Coppe europee | Totale | Totale |
| Stagione           | Squadra            | Comp               | Pres       | Reti       | Comp            | Pres            | Reti            | Comp          | Pres          | Reti          | Pres   | Reti   |
| ------------------ | ------------------ | ------------------ | ---------- | ---------- | --------------- | --------------- | --------------- | ------------- | ------------- | ------------- | ------ | ------ |
| 1990-1991          | Alessandria        | C2                 | 1          | 0          | CI-C            | 0               | 0               | -             | -             | -             | 1      | 0      |
| 1991-1992          | Alessandria        | C1                 | 0          | 0          | CI-C            | 0               | 0               | -             | -             | -             | 0      | 0      |
| 1992-1993          | Alessandria        | C1                 | 25         | 0          | CI-C            | 2               | 0               | -             | -             | -             | 27     | 0      |
| Totale Alessandria | Totale Alessandria | Totale Alessandria | 26         | 0          |                 | 2               | 0               |               | -             | -             | 28     | 0      |
| 1993-1994          | Udinese            | A                  | 21         | 1          | CI              | 2               | 0               | -             | -             | -             | 23     | 1      |
| 1994-1995          | Udinese            | B                  | 13         | 0          | CI              | 2               | 0               | -             | -             | -             | 15     | 0      |
| 1995-1996          | Udinese            | A                  | 28         | 1          | CI              | 2               | 0               | -             | -             | -             | 30     | 1      |
| 1996-1997          | Udinese            | A                  | 24         | 0          | CI              | 1               | 0               | -             | -             | -             | 25     | 0      |
| 1997-1998          | Udinese            | A                  | 30         | 0          | CI              | 4               | 0               | CU            | 4             | 0             | 38     | 0      |
| 1998-1999          | Udinese            | A                  | 27         | 1          | CI              | 5               | 0               | CU            | 1             | 0             | 33     | 1      |
| 1999-2000          | Udinese            | A                  | 30         | 0          | CI              | 0               | 0               | CU            | 6             | 0             | 36     | 0      |
| 2000-2001          | Udinese            | A                  | 32         | 0          | CI              | 5               | 1               | Int.+CU       | 3+4           | 0+0           | 44     | 1      |
| 2001-2002          | Udinese            | A                  | 15         | 0          | CI              | 3               | 1               | -             | -             | -             | 18     | 1      |
| 2002-2003          | Udinese            | A                  | 26         | 0          | CI              | 0               | 0               | -             | -             | -             | 26     | 0      |
| 2003-2004          | Udinese            | A                  | 29         | 0          | CI              | 4               | 0               | CU            | 2             | 1             | 35     | 1      |
| 2004-2005          | Udinese            | A                  | 35         | 0          | CI              | 3               | 1               | CU            | 2             | 0             | 40     | 1      |
| 2005-2006          | Udinese            | A                  | 26         | 0          | CI              | 5               | 0               | UCL+CU        | 7+3           | 0+0           | 41     | 0      |
| Totale Udinese     | Totale Udinese     | Totale Udinese     | 336        | 3          |                 | 36              | 3               |               | 32            | 1             | 404    | 7      |
| 2006-2007          | Siena              | A                  | 27         | 1          | CI              | 1               | 0               | -             | -             | -             | 28     | 1      |
| 2007-2008          | Siena              | A                  | 16         | 1          | CI              | 0               | 0               | -             | -             | -             | 16     | 1      |
| Totale Siena       | Totale Siena       | Totale Siena       | 43         | 2          |                 | 1               | 0               |               | -             | -             | 44     | 2      |
| 2008-2009          | Venezia            | 1D                 | 13+2       | 0+0        | CI-LP           | 0               | 0               | -             | -             | -             | 15     | 0      |
| Totale carriera    | Totale carriera    | Totale carriera    | 418+2      | 5          |                 | 39              | 3               |               | 32            | 1             | 491    | 9      |

### Cronologia presenze e reti in nazionale
| Cronologia completa delle presenze e delle reti in nazionale ― Italia | Cronologia completa delle presenze e delle reti in nazionale ― Italia | Cronologia completa delle presenze e delle reti in nazionale ― Italia | Cronologia completa delle presenze e delle reti in nazionale ― Italia | Cronologia completa delle presenze e delle reti in nazionale ― Italia | Cronologia completa delle presenze e delle reti in nazionale ― Italia | Cronologia completa delle presenze e delle reti in nazionale ― Italia | Cronologia completa delle presenze e delle reti in nazionale ― Italia |
| Data                                                                  | Città                                                                 | In casa                                                               | Risultato                                                             | Ospiti                                                                | Competizione                                                          | Reti                                                                  | Note                                                                  |
| --------------------------------------------------------------------- | --------------------------------------------------------------------- | --------------------------------------------------------------------- | --------------------------------------------------------------------- | --------------------------------------------------------------------- | --------------------------------------------------------------------- | --------------------------------------------------------------------- | --------------------------------------------------------------------- |
| 11-10-2000                                                            | Ancona                                                                | Italia                                                                | 2 – 0                                                                 | Georgia                                                               | Qual. Mondiali 2002                                                   | -                                                                     |                                                                       |
| 15-11-2000                                                            | Torino                                                                | Italia                                                                | 1 – 0                                                                 | Inghilterra                                                           | Amichevole                                                            | -                                                                     | 74’                                                                   |
| 28-2-2001                                                             | Roma                                                                  | Italia                                                                | 1 – 2                                                                 | Argentina                                                             | Amichevole                                                            | -                                                                     | 53’                                                                   |
| 5-9-2001                                                              | Piacenza                                                              | Italia                                                                | 1 – 0                                                                 | Marocco                                                               | Amichevole                                                            | -                                                                     | 50’                                                                   |
| Totale                                                                |                                                                       | Presenze                                                              | 4                                                                     |                                                                       | Reti                                                                  | 0                                                                     |                                                                       |

### Statistiche da allenatore
Statistiche aggiornate al 4 maggio 2025.
| Stagione         | Squadra          | Campionato       | Campionato | Campionato | Campionato | Campionato | Coppe nazionali | Coppe nazionali | Coppe nazionali | Coppe nazionali | Coppe nazionali | Coppe continentali | Coppe continentali | Coppe continentali | Coppe continentali | Coppe continentali | Altre coppe | Altre coppe | Altre coppe | Altre coppe | Altre coppe | Totale | Totale | Totale | Totale | % Vittorie | Piazzamento |
| Stagione         | Squadra          | Comp             | G          | V          | N          | P          | Comp            | G               | V               | N               | P               | Comp               | G                  | V                  | N                  | P                  | Comp        | G           | V           | N           | P           | G      | V      | N      | P      | %          | Piazzamento |
| ---------------- | ---------------- | ---------------- | ---------- | ---------- | ---------- | ---------- | --------------- | --------------- | --------------- | --------------- | --------------- | ------------------ | ------------------ | ------------------ | ------------------ | ------------------ | ----------- | ----------- | ----------- | ----------- | ----------- | ------ | ------ | ------ | ------ | ---------- | ----------- |
| apr.-mag. 2016   | Pistoiese        | LP               | 4          | 3          | 0          | 1          | CI-LP           | -               | -               | -               | -               | -                  | -                  | -                  | -                  | -                  | -           | -           | -           | -           | -           | 4      | 3      | 0      | 1      | 75,00      | Sub., 12º   |
| lug.-ago. 2016   | Messina          | LP               | -          | -          | -          | -          | CI+CI-LP        | 2+0             | 1+0             | 0+0             | 1+0             | -                  | -                  | -                  | -                  | -                  | -           | -           | -           | -           | -           | 2      | 1      | 0      | 1      | 50,00      | Eson.       |
| mar.-giu. 2017   | Bassano Virtus   | LP               | 11+1       | 3          | 2          | 6+1        | CI+CI-LP        | -               | -               | -               | -               | -                  | -                  | -                  | -                  | -                  | -           | -           | -           | -           | -           | 12     | 3      | 2      | 7      | 25,00      | Sub., 10º   |
| ago.-ott. 2017   | Viterbese        | C                | 8          | 5          | 0          | 3          | CI-C            | 2               | 1               | 1               | 0               | -                  | -                  | -                  | -                  | -                  | -           | -           | -           | -           | -           | 10     | 6      | 1      | 3      | 60,00      | Eson.       |
| ago.-nov. 2020   | Ascoli           | B                | 8          | 1          | 2          | 5          | CI              | 1               | 0               | 0               | 1               | -                  | -                  | -                  | -                  | -                  | -           | -           | -           | -           | -           | 9      | 1      | 2      | 6      | 11,11      | Eson.       |
| ott. 2023-2024   | Giugliano        | C                | 32+1       | 14         | 6+1        | 12         | CI-C            | 2               | 0               | 1               | 1               | -                  | -                  | -                  | -                  | -                  | -           | -           | -           | -           | -           | 35     | 14     | 8      | 13     | 40,00      | Sub., 8º    |
| 2024-2025        | Giugliano        | C                | 34+1       | 12         | 7          | 15+1       | CI-C            | 3               | 1               | 1               | 1               | -                  | -                  | -                  | -                  | -                  | -           | -           | -           | -           | -           | 38     | 13     | 8      | 17     | 34,21      | 10º         |
| Totale Giugliano | Totale Giugliano | Totale Giugliano | 68         | 26         | 14         | 28         |                 | 5               | 1               | 2               | 2               |                    | -                  | -                  | -                  | -                  |             | -           | -           | -           | -           | 73     | 27     | 16     | 30     | 36,99      |             |
| Totale carriera  | Totale carriera  | Totale carriera  | 100        | 38         | 18         | 44         |                 | 10              | 3               | 3               | 4               |                    | -                  | -                  | -                  | -                  |             | -           | -           | -           | -           | 110    | 41     | 21     | 48     | 37,27      |             |

## Palmarès

### Giocatore

#### Club

##### Competizioni nazionali
- Campionato italiano Serie C2: 1

Alessandria: 1990-1991 (girone A)

##### Competizioni internazionali
- Coppa Intertoto UEFA: 1

Udinese: 2000